# ریچارد اف. پتی‌گرو
ریچارد اف. پتی‌گرو (به انگلیسی: Richard F. Pettigrew) سناتور سابق عضو حزب جمهوری‌خواه ایالات متحده آمریکا بود. وی در سال ۱۸۸۹ تا ۱۸۹۶ و ۱۸۹۶ تا ۱۹۰۱ میلادی سناتور ایالت داکوتای جنوبی در سنای ایالات متحده آمریکا بود.